# Cappella russa di Darmstadt

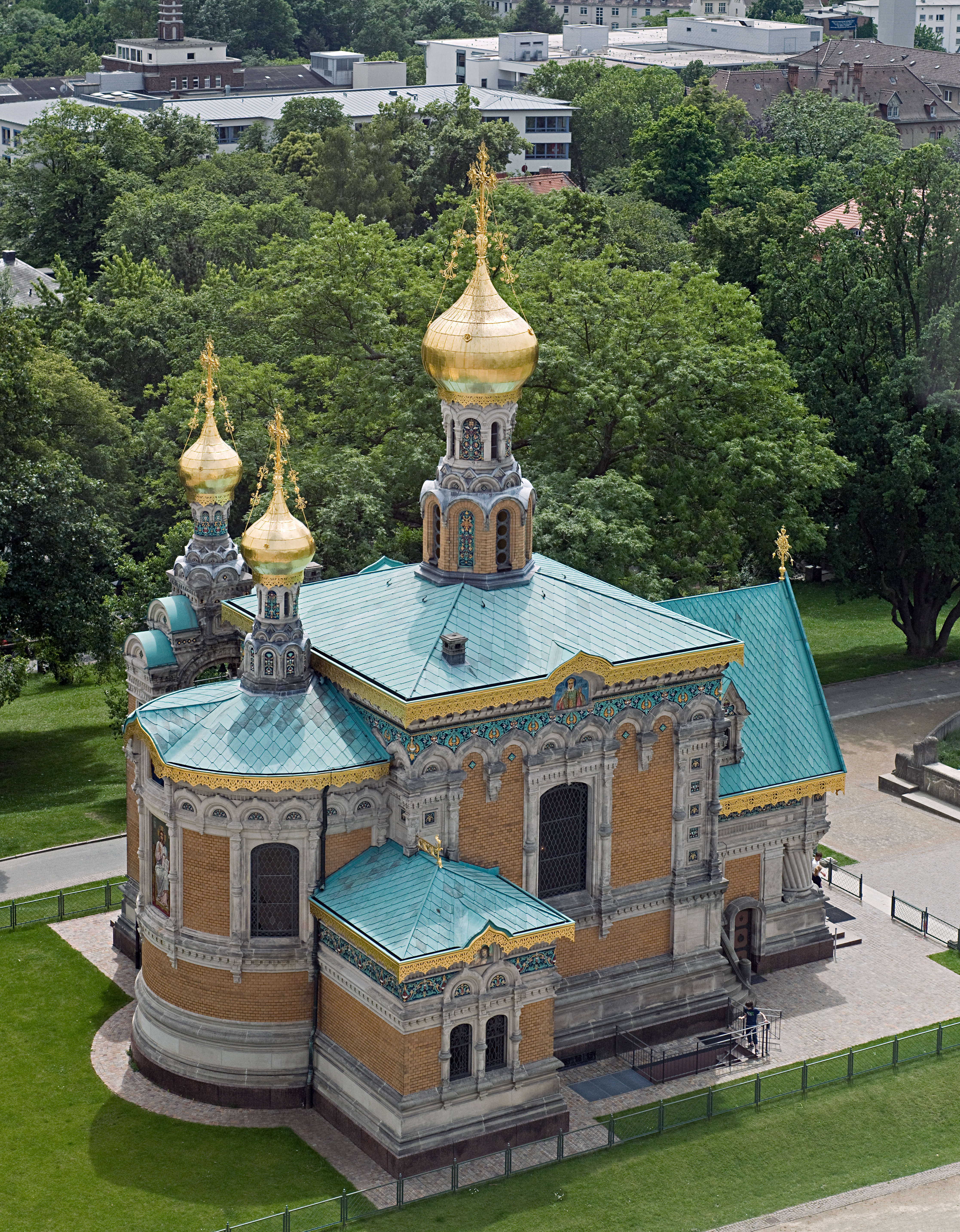

La cappella russa di Darmstadt, formalmente cappella di Santa Maria Maddalena, è una storica chiesa ortodossa russa a Darmstadt (Germania). Sorge sulla Mathildenhöhe. Ispirata allo stile neorusso, con le sue cupole a cipolla, fu costruita tra il 1897 ed il 1899 dall'architetto Leon Benois, e usata come cappella privata dall'ultimo zar di Russia, Nicola II, la cui consorte Aleksandra era nata a Darmstadt (con il titolo di Alice d'Assia e del Reno). Fu intitolata alla santa patrona della madre dello zar Nicola. Per la sua edificazione è stata usata pietra russa, e — secondo una diceria popolare — poggerebbe su terreno trasportato appositamente in treno dalla Russia. È stata adoperata costantemente dalla famiglia reale russa in occasione delle frequenti visite alla famiglia d'origine della zarina. Fu eretta grazie a un dono personale dell'imperatore da 400 000 marchi. È stata restaurata tra il 2004 ed il 2008.